# Los Sauces (kommun)
Los Sauces är en kommun i Chile.   Den ligger i provinsen Provincia de Malleco och regionen Región de la Araucanía, i den södra delen av landet, 500 km söder om huvudstaden Santiago de Chile.
Trakten runt Los Sauces består i huvudsak av gräsmarker. Runt Los Sauces är det glesbefolkat, med 12 invånare per kvadratkilometer.